# 魏禮

《清代學者象傳》第一集之魏禮像

魏禮（1628年—1693年），字和公，江西寧都人，清朝初期文學家，魏禧之弟。

## 生平
魏禮早年愚笨，授學于兄魏禧，魏禧曾經經常笞打辱駡他，魏禮卻不怨恨，稱：“哥哥是愛弟弟的。”之後與兄魏際瑞、魏禧齊名，自稱魏季子。其性情慷慨，善於詩文，但鬱鬱不得志，於是棄諸生遠游，足跡幾遍天下。五十歲時，在翠微峰巔構屋寫詩，其留有詩文集十六卷。